# Sara Ziff
Sara Ziff (New York, 15 aprile 1983) è una modella, sindacalista e regista statunitense.

## Carriera

### Come modella
Sara Ziff inizia la propria carriera nel mondo della moda a quattordici anni, e debutta sulle passerelle internazionali nel 2002, sfilando per le collezioni autunno/inverno di Alexander McQueen, Balenciaga, Cacharel, Chanel e Chloé.
Appare nelle campagne pubblicitarie di BCBG Max Azria, Bonjour Jeans, Chantal Neuner, Cole Haan, Et Vous, GAP, Hue, Iceberg, Kenzo Accessories, Kookai, Nautica, Rebecca Danenberg, Stella McCartney, Tommy Hilfiger, Viktor & Rolf.
Durante gli anni trascorsi nel mondo della moda, Ziff realizza registrazioni video per centinaia di ore e nel 2009 esce il documentario Picture Me: A Model's Diary, nel quale vengono affrontate alcune delle più scottanti tematiche che riguardano quest'ambiente.

### Come regista e scrittrice
Insieme al co-regista Ole Schell, Ziff ha documentato il proprio percorso nel mondo della moda nel premiato documentario Picture Me. Il film offre uno sguardo privilegiato all'industria della moda, svelando gli alti e bassi di un settore apparentemente affascinante. Successivamente Ziff si è dedicata alla regia di una mini-serie web in tre parti per il blog di moda del New York Magazine, noto come The Cut. Nel 2014, Ziff ha presentato in anteprima Tangled Thread, un documentario che racconta l'industria dell'abbigliamento in Bangladesh e le donne che si uniscono per migliorare le condizioni di lavoro lungo tutta la catena di approvvigionamento.
Inoltre, ha contribuito come editorialista per The New York Times, Equal Times e The Guardian.

### Come attivista
Ziff si impegna attivamente per migliorare le condizioni lavorative nell'industria della moda, "una frontiera trascurata per i diritti delle donne e dei lavoratori". Nel 2012, ha fondato la Model Alliance, un'organizzazione senza scopo di lucro che lotta per garantire standard equi di lavoro per i modelli nell'industria della moda americana. Sotto la guida di Ziff, la Model Alliance ha sostenuto l'approvazione del Child Model Act nello Stato di New York nel 2013. Questa legge ha ridefinito i modelli di età inferiore ai 18 anni come artisti bambini, estendendo loro protezioni lavorative fondamentali, tra cui requisiti educativi, limiti massimi di ore lavorative e conti fiduciari. Ziff è stata acclamata come the Norma Rae of the runway da New York Magazine e l'AFL-CIO l'ha definita "il prossimo modello di ruolo dell'America".
Nel 2012, Ziff si è anche unita a Save the Children, un'organizzazione non governativa che promuove i diritti dei bambini, fornisce assistenza umanitaria e sostiene i bambini nei paesi in via di sviluppo. Alle Nazioni Unite, Ziff ha presentato il rapporto principale dell'organizzazione a livello globale, intitolato Una vita libera dalla fame - Affrontare la malnutrizione infantile.
Nello stesso anno, Ziff ha avviato una campagna per migliorare le condizioni lavorative dei lavoratori dell'abbigliamento in Bangladesh. Nel settembre 2013, si è unita ad altre modelle e attiviste per i diritti dei lavoratori durante la New York Fashion Week per incoraggiare Nautica a firmare l'Accordo sulla Sicurezza Antincendio e Sugli Edifici in Bangladesh.
Nell'aprile del 2023, Ziff ha intrapreso azioni legali contro Weinstein, Miramax, Disney e altri, affermando di essere stata vittima di stupro da parte di Fabrizio Lombardo, che l'ha ingannata mentre lavorava come modella per la sua azienda nel 2001.

## Copertine
- Italia: Elle (agosto e novembre 2004)

## Agenzie
- Traffic Models - Barcellona
- Mikas - Svezia
- Why Not Model Agency
- DNA Model Management
- Chic Management
- Bravo Models